# Ressonància magnètica nuclear de protons

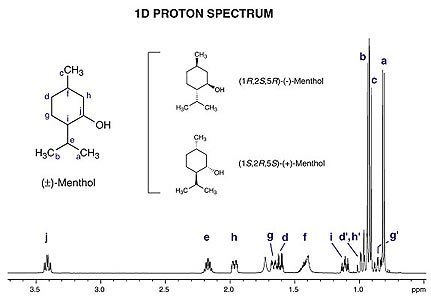
Exemple d'espectre de RMN 1H (1-dimensional) d'una barreja d'enantiòmers mentolats representats com a intensitat del senyal (eix vertical) en funció del desplaçament químic (en ppm a l'eix horitzontal). Els senyals de l'espectre s'han assignat grups d'àtoms d'hidrogen (a a j) de l'estructura que es mostra a la part superior esquerra.

La ressonància magnètica nuclear de protons (RMN de protons, RMN d'hidrogen-1 o RMN 1H) és l'aplicació de la ressonància magnètica nuclear en espectroscòpia de RMN respecte als nuclis d'hidrogen-1 dins de les molècules d'una substància, per tal de determinar l'estructura de les molècules. En les mostres on s'utilitza hidrogen natural (H), pràcticament tot l'hidrogen està format per l'isòtop 1H (hidrogen-1; és a dir, que té un protó per a un nucli).

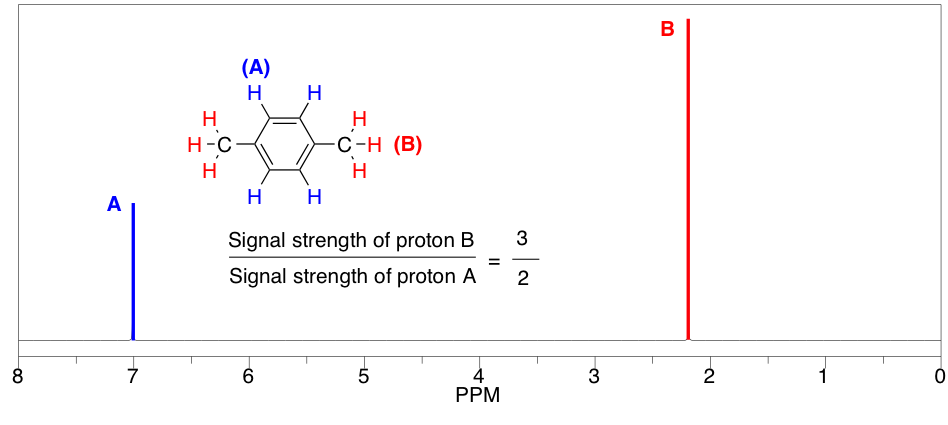
Espectre de RMN ^{1H} previst per a 1,4-dimetilbenzè. En condicions ideals, la relació del senyal integrat dels protons A i B està relacionada amb l'estructura d'aquesta molècula.

Els espectres de RMN simples es registren en solució, i els protons dissolvents no s'han de permetre que interfereixin. Es prefereixen els dissolvents deuterats (deuteri =2H, sovint simbolitzats com a D) especialment per al seu ús en RMN, per exemple aigua deuterada, D₂O, acetona deuterada, (CD₃)₂CO, metanol deuterat, CD₃OD, dimetilsulfòxid deuterat, (CD₃)₂SO, i cloroform deuterat, CDCl₃. Tanmateix, també es pot utilitzar un dissolvent sense hidrogen, com ara tetraclorur de carboni, CCl4 o disulfur de carboni, CS₂.
Històricament, els dissolvents deuterats es van subministrar amb una petita quantitat (normalment 0,1%) de tetrametilsilà (TMS) com a estàndard intern per fer referència als canvis químics de cada protó analític. El TMS és una molècula tetraèdrica, amb tots els protons equivalents químicament, donant un sol senyal, utilitzat per definir un desplaçament químic = 0 ppm. És volàtil, facilitant també la recuperació de la mostra. Els espectròmetres moderns són capaços de fer referència a espectres basats en el protó residual en el dissolvent (per exemple, el CHCl₃, 0,01% en 99,99% CDCl₃). Els dissolvents deuterats ara es subministren habitualment sense TMS.
Els dissolvents deuterats permeten l'ús de bloqueig de camp de freqüència de deuteri (també conegut com a bloqueig de deuteri o bloqueig de camp) per compensar l'efecte de la deriva natural del camp magnètic de la RMN {\displaystyle B_{0}}. Per tal de proporcionar bloqueig de deuteri, la RMN controla constantment la freqüència de ressonància del senyal de deuteri del dissolvent i fa canvis en el {\displaystyle B_{0}} per mantenir constant la freqüència de ressonància. A més, el senyal de deuteri es pot utilitzar per definir amb precisió 0 ppm com a freqüència de ressonància del dissolvent de bloqueig i la diferència entre el dissolvent de bloqueig i 0 ppm (TMS) són ben conegudes.
Els espectres de RMN de protons de la majoria de compostos orgànics es caracteritzen per desplaçaments químics en el rang de +14 a -4 ppm i per l'acoblament espín-spin entre protons. La corba d'integració de cada protó reflecteix l'abundància dels protons individuals.
Les molècules simples tenen espectres simples. L'espectre del clorur d'etil consisteix en un triplet a 1,5 ppm i un quartet a 3,5 ppm en una proporció de 3:2. L'espectre del benzè consta d'un sol pic a 7,2 ppm a causa del corrent d'anell diamagnètic.
Juntament amb la RMN del carboni-13, la RMN de protons és una eina poderosa per a la caracterització de l'estructura molecular.